# Präsidentschaftswahl in Israel 1978
Die Präsidentschaftswahl in Israel 1978 wurde am 19. April 1978 in der Knesset abgehalten. Ephraim Katzir, der 1973 zum Staatspräsidenten gewählt worden war, hatte einer zweiten Amtszeit wegen der Erkrankung seiner Frau eine Absage erteilt. Einziger Kandidat für das Amt des Präsidenten war Yitzhak Navon.

## Ergebnisse
| Kandidat          | Stimmen |
| ----------------- | ------- |
| Yitzhak Navon     | 86      |
| Leere Stimmzettel | 23      |
| Total             | 109     |

Navons Amtszeit begann am Tag seiner Wahl. Navon blieb bis 1983 Präsident, er wurde von Chaim Herzog abgelöst.